# Próteusz-szindróma
A Próteusz-szindróma a bőrben, a csontokban, izmokban, zsírszövetekben,  a vér- és a nyirokrendszerben lévő sejtek túlszaporodásával járó veleszületett rendellenesség. A csont- és kötőszövetek rendellenes és fájdalmas kinövéseivel jár. A Próteusz-szindróma progresszív állapot, amelyben a gyermekek születésekor általában még nem láthatóak torzulások. A betegségről viszonylag keveset tud az orvostudomány, mert eddig csak körülbelül 500 eset vált ismertté világszerte.
Nevét Próteusz görög istenről, Poszeidón fiáról kapta, aki képes volt bármilyen alakot felvenni.

## Oka
Az örökletes genetikai betegség kiváltója egy mutáció. Az AKT1 génben egy nukleotid kicserélődött, és ennek hatására a gén által kódolt fehérje – amely egészséges esetben a sejtciklus, illetve a sejtnövekedés szabályzásában vesz részt – túlműködik, és ezért deformációkat okoz.

## Tünetek
Az életkor előrehaladtával daganatok, bőr- és csontkinövések jelennek meg. A súlyosság és a helyszínek a különféle aszimmetrikus szaporodás sokat változhat, de jellemzően a koponyát, egy vagy több végtagot és a talpat vagy a lábat fogja érinteni.

## Prognózis
Fennáll a veszélye a korai halálnak, amit a mélyvénás trombózis és tüdőembólia okozhat. A hatalmas túlsúly a megnagyobbodott végtagok ízületi gyulladásához és izomfájdalomhoz vezetnek. A megnagyobbodott végtagok hatalmas kockázattal járnak.

## Külső hivatkozások
- Proteus Syndrome Foundation